# Cerf-volant d'or
Le Cerf-volant d'or,, (vietnamien : Cánh Diều Vàng) ou officiellement le Prix de l'association vietnamienne du cinéma (vietnamien : Giải thưởng Hội điện ảnh Việt Nam) est depuis 2003 une cérémonie annuelle de remise de prix organisée par l'Association vietnamienne du cinéma (vi) (vietnamien : Hội Điện ảnh Việt Nam) récompensant l'excellence des films, séries télévisées et vidéos vietnamiens produits au cours d'une année au Viêt Nam. La cérémonie se tient généralement au début de l'année suivante.
Malgré de nombreuses critiques, il s'agit toujours du prix le plus populaire pour le cinéma et la télévision au Viêt Nam,.

## Histoire

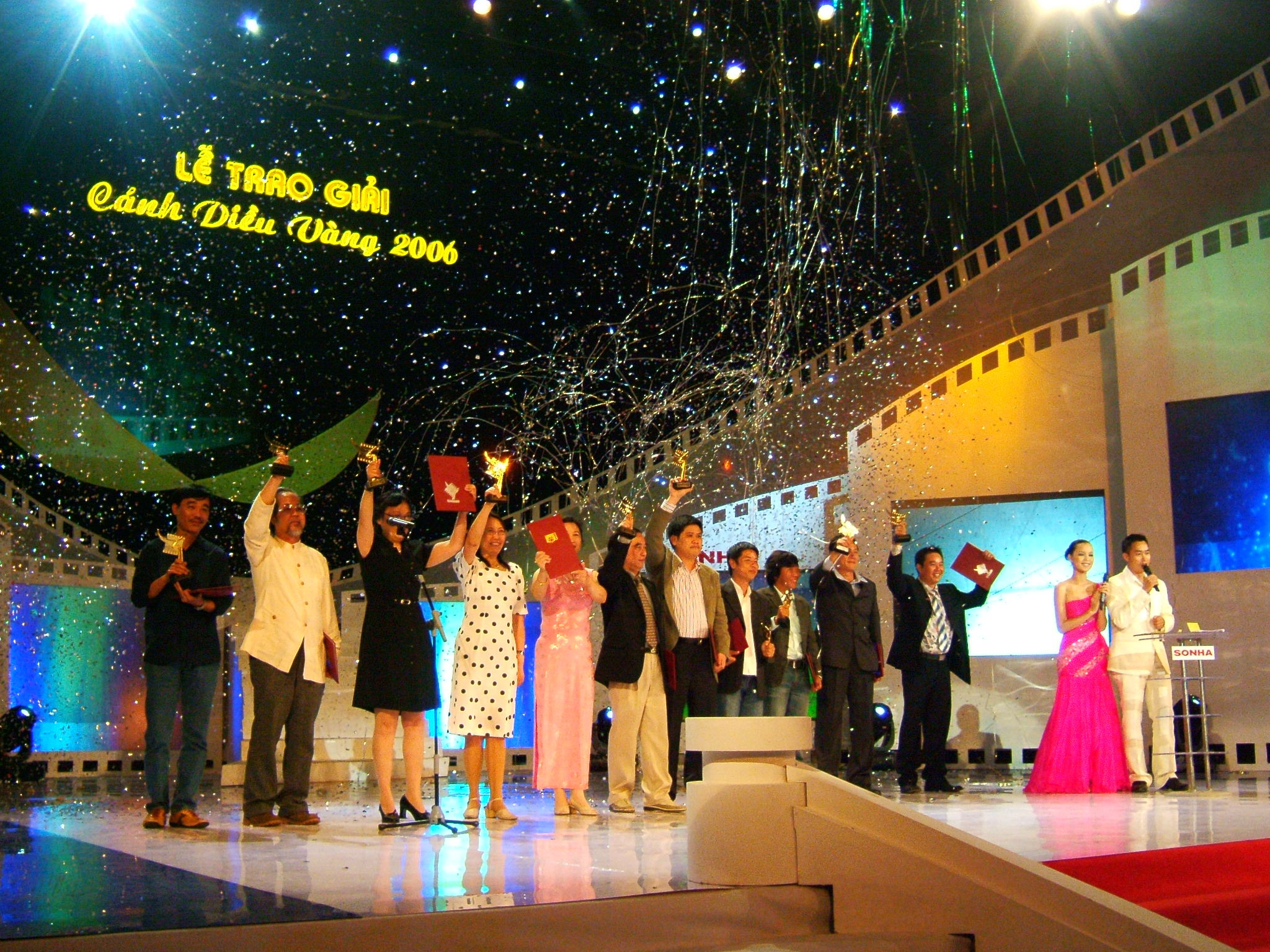
Cérémonie des Cerfs-volants d'or 2006.

- 2002 : 1re cérémonie des Cerf-volants d'or (vi)
- 2003 : 2e cérémonie des Cerf-volants d'or
- 2004 : 3e cérémonie des Cerf-volants d'or (vi)
- 2005 : 4e cérémonie des Cerf-volants d'or (vi)
- 2006 : 5e cérémonie des Cerf-volants d'or (vi)
- 2007 : 6e cérémonie des Cerf-volants d'or (vi)
- 2008 : 7e cérémonie des Cerf-volants d'or (vi)
- 2009 : 8e cérémonie des Cerf-volants d'or
- 2010 : 9e cérémonie des Cerf-volants d'or (vi)
- 2011 : 10e cérémonie des Cerf-volants d'or
- 2012 : 11e cérémonie des Cerf-volants d'or (vi)
- 2013 : 12e cérémonie des Cerf-volants d'or
- 2014 : 13e cérémonie des Cerf-volants d'or
- 2015 : 14e cérémonie des Cerf-volants d'or (vi)
- 2016 : 15e cérémonie des Cerf-volants d'or
- 2017 : 16e cérémonie des Cerf-volants d'or (vi)
- 2018 : 17e cérémonie des Cerf-volants d'or (en)
- 2019 : 18e cérémonie des Cerf-volants d'or (en)
- 2020 : 19e cérémonie des Cerf-volants d'or (vi)
- 2021 : 20e cérémonie des Cerf-volants d'or (vi)
- 2022 : Non décerné
- 2023 : 21e cérémonie des Cerf-volants d'or (vi)
- 2024 : 22e cérémonie des Cerf-volants d'or (vi)
- 2025 : 23e cérémonie des Cerf-volants d'or

## Liste de prix décernés
- Meilleur film (vi)
- Meilleure réalisation (vi)
- Meilleur acteur (vi)
- Meilleure actrice (vi)
- Meilleur acteur dans un second rôle (vi)
- Meilleure actrice dans un second rôle (vi)
- Meilleur scénario
- Meilleure photographie (vi)
- Meileurs décors (vi)
- Meilleur son (vi)
- Meilleure musique (vi)

## Palmarès du meilleur film
| Année (Cérémonie) | Titre français             | Titre original             | Réalisateur                                 |
| ----------------- | -------------------------- | -------------------------- | ------------------------------------------- |
| 2002 (1er)        | Lưới trời (vi)             | Lưới trời (vi)             | Phi Tiến Sơn                                |
| 2003 (2e)         | Người đàn bà mộng du (vi)  | Người đàn bà mộng du (vi)  | Nguyễn Thanh Vân (vi)                       |
| 2004 (3e)         | non attribué               | non attribué               | non attribué                                |
| 2005 (4e)         | L'Histoire de Pao (vi)     | Chuyện của Pao             | Ngô Quang Hải                               |
| 2006 (5e)         | Hà Nội, Hà Nội (vi)        | Hà Nội, Hà Nội (vi)        | Bùi Tuấn Dũng (vi)                          |
| 2006 (5e)         | Áo lụa Hà Đông             | Áo lụa Hà Đông             | Lưu Huỳnh (vi)                              |
| 2007 (6e)         | non attribué               | non attribué               | non attribué                                |
| 2008 (7e)         | non attribué               | non attribué               | non attribué                                |
| 2009 (8e)         | Đừng đốt (vi)              | Đừng đốt (vi)              | Đặng Nhật Minh                              |
| 2010 (9e)         | Long thành cầm giả ca (vi) | Long thành cầm giả ca (vi) | Đào Bá Sơn (vi)                             |
| 2011 (10e)        | Mùi cỏ cháy (vi)           | Mùi cỏ cháy (vi)           | Nguyễn Hữu Mười (vi)                        |
| 2012 (11e)        | Thiên mệnh anh hùng (vi)   | Thiên mệnh anh hùng (vi)   | Victor Vũ                                   |
| 2013 (12e)        | Thần tượng (vi)            | Thần tượng (vi)            | Quang Huy (vi)                              |
| 2014 (13e)        | non attribué               | non attribué               | non attribué                                |
| 2015 (14e)        | Jackpot                    | Trúng số                   | Dustin Nguyen                               |
| 2016 (15e)        | Saïgon, je t'aime (vi)     | Sài Gòn, anh yêu em        | Ly Minh Thang, Huỳnh Lập (vi), La Quoc Hung |
| 2017 (16e)        | Cô Ba Sài Gòn (vi)         | Cô Ba Sài Gòn (vi)         | Trần Bửu Lộc, Kay Nguyễn                    |
| 2018 (17e)        | Chàng vợ của em            | Chàng vợ của em            | Charlie Nguyễn                              |
| 2019 (18e)        | Hạnh phúc của mẹ (vi)      | Hạnh phúc của mẹ (vi)      | Huỳnh Đông (vi)                             |
| 2020 (19e)        | Bố già (vi)                | Bố già (vi)                | Trấn Thành (vi) et Vũ Ngọc Đãng             |
| 2021 (20e)        | The Brilliant Darkness     | Đêm tối rực rỡ!            | Aaron Toronto                               |
| 2023 (21e)        | Cendres glorieuses         | Tro tàn rực rỡ             | Bùi Thạc Chuyên                             |
| 2024 (22e)        | Mai (vi)                   | Mai                        | Trấn Thành (vi)                             |